# Stephan Leitmeier
Stephan Leitmeier (* 1987 in München) ist ein deutscher Schauspieler.

## Leben
Leitmeier wurde in München geboren und wuchs ins Freising auf. Er spielte an mehreren bekannten Komödienhäusern in Deutschland. Außerdem unternahm er mit verschiedenen Tourneetheatern zahlreiche Tourneen durch den deutschsprachigen Raum – darunter über mehrere Jahre mit „Gretchen 89 ff.“ von Lutz Hübner unter der Regie von Steffi Baier.
Er lebte zeitweise in Hamburg und war dort am Ohnsorg-Theater (unter der Intendanz von Michael Lang und der künstlerischen Leitung von Murat Yeginer) engagiert.
An der Komödie im Bayerischen Hof war er in der Uraufführung von „Stille Nacht im Amtsgericht“ von René Heinersdorff (mit Bettina Redlich und Hans Stadlbauer) zu sehen. In „Nein zum Geld“ von Flavia Coste, unter der Regie von Heinersdorff, spielte er an der Komödie am Klosterplatz in Bielefeld gemeinsam mit Dorkas Kiefer, Pascal Breuer und Kathrin Ackermann.
Beim KULTURmobil Niederbayern trat er in „Nagerl und Handschuh“ von Johann Nestroy als Ramsamperl sowie in „Der eingebildetere Kranke“ von Molière als Leibarzt auf. Im Singspiel des Truderinger Ventil doubelte er im Jahr 2023 den CSU-Bundestagsabgeordneten Wolfgang Stefinger unter der künstlerischen Leitung von Winfried Frey.
Leitmeier arbeitet gelegentlich auch für Film und Fernsehen. Für den Bayerischen Rundfunk war er unter anderem in der Sendung Grünwald Freitagscomedy zu sehen sowie 2024 in der Sendereihe „Komödie aus Franken“ in der TV-Aufzeichnung der Boulevardkomödie „Seitensprung steuerfrei“ von Stephanie Schimmer – an der Seite von Volker Heißmann und Martin Rassau.
Leitmeier lebt in seiner Heimatstadt Freising.

## Film und Fernsehen (Auswahl)
- 2016 Grünwald Freitagscomedy
- 2024 „Seitensprung steuerfrei“ (als Alfons Stangl), Comödie Fürth, Aufzeichnung durch den BR, TV-Regie: Thomas Kornmayer

## Theater (Auswahl)
- Ohnsorg-Theater
- Komödie im Bayerischen Hof
- Comödie Fürth
- Tegernseer Volkstheater
- Komödie am Klosterplatz
- Hamburger Sprechwerk
- Kleines Theater Haar